# Электромотриса

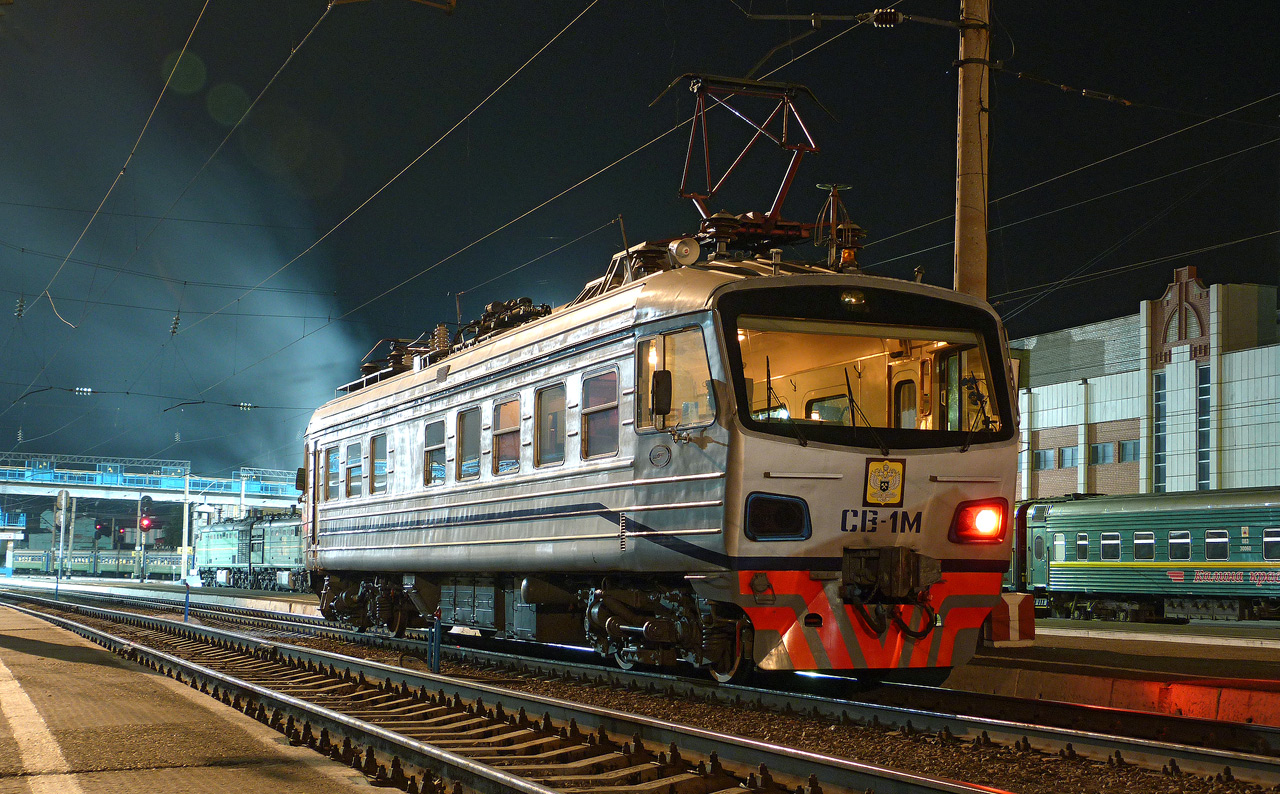
Пассажирская (служебная) электромотриса СВ-1М

Электромотри́са — в общем случае неавтономный самоходный вагон,  получающего энергию, как правило, от внешней контактной сети с помощью специальных токоприёмников верхнего токосъёма. В разных странах соответствующий термин может определяться по-разному, либо отсутствовать, как таковой (например, когда на самоходные вагоны распространяется один термин, без различия типов силовых установок).

## История
В 1876 году русский инженер и изобретатель Фёдор Пироцкий провёл испытания железнодорожного вагона, приводимого в движение тяговым электродвигателем (ТЭД). Этот вагон стал предшественником как электромотрисы, так и трамвайного вагона (вагон конки с ТЭД Фёдор Пироцкий испытал уже в 1880 году).

## Электромотрисы по странам мира

### Россия
По действующим в России стандартам электромотриса — это «электропоезд, состоящий из одного моторного вагона с кабинами машиниста с обеих сторон». Такое определение противоречит тем же стандартам, согласно которым электропоезд состоит как минимум из одной моторвагонной секции, то есть не менее, чем из двух вагонов.
После испытаний Пироцкого (см. выше) в качестве самоходных вагонов в дореволюционной России, а также во времена СССР, широко использовались автомотрисы (с двигателем внутреннего сгорания). Вагоны на электрической тяге на железных дорогах здесь применялись в составе электропоездов.
Некоторые электромотрисы попали СССР из Эстонской Республики, существовавшей с 1918 по 1940 годы, где имелась своя железная дорога, бывшая ранее частью Северо-Западных железных дорог Российской империи. На ней имелся участок Таллин (Ревель) — Пяэскюла длинной 11,2 километра. В 1924 году его было решено электрифицировать, применив постоянное напряжение 1200 В. Поскольку небольшая и небогатая Эстония не могла закупить моторвагонные составы за рубежом, то для этого в Таллинских железнодорожных мастерских были переделаны обычные 18-метровые пассажирские вагоны III класса дореволюционного времени. Для этого с обоих концов вагонов к основной раме были пристроены кабины управления, таким образом вагон удлинялся до 20 метров. Электрическое тяговое оборудование было закуплено в Германии у немецкой фирмы Siemens-Schuckertwerke (или, кратко, Сименс-Шуккерт). Каждый вагон оборудовался четырьмя тяговыми электродвигателями по 70 л.с. каждый, при 600 оборотов/мин. рассчитанными на номинальное напряжение 600 В. К контактному проводу двигатели подключались либо последовательно, либо в две параллельные группы с последовательным включением двух машин в каждой группе. Вагоны серии М имели массу около 50 т и конструкционную скорость 70 км/ч. Всего было оборудовано четыре таких вагона, получивших номера от 1 до 4 (маркировка M.1, M.2, M.3, M.4 соответственно). Изначально поездную единицу составляли из одного моторного вагона и двух прицепных, позднее в связи с увеличением размеров движения был добавлен и третий прицепной вагон.
Известно, что после распада СССР электромотрисы для служебного пользования получали путём переоборудования моторных вагонов электропоездов и некоторых электровозов.

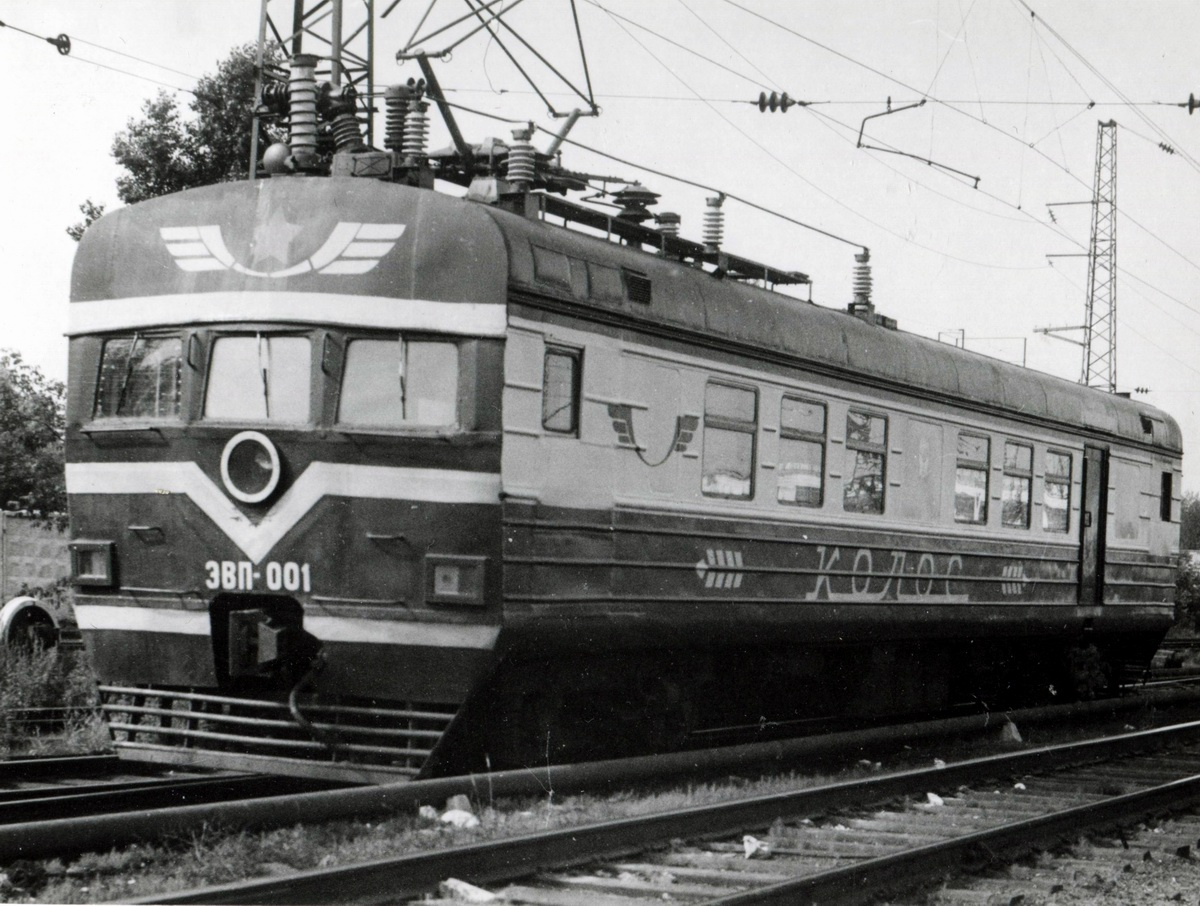
Продовольственная электромотриса ЭВП-001 в Нижегородской области (РСФСР)
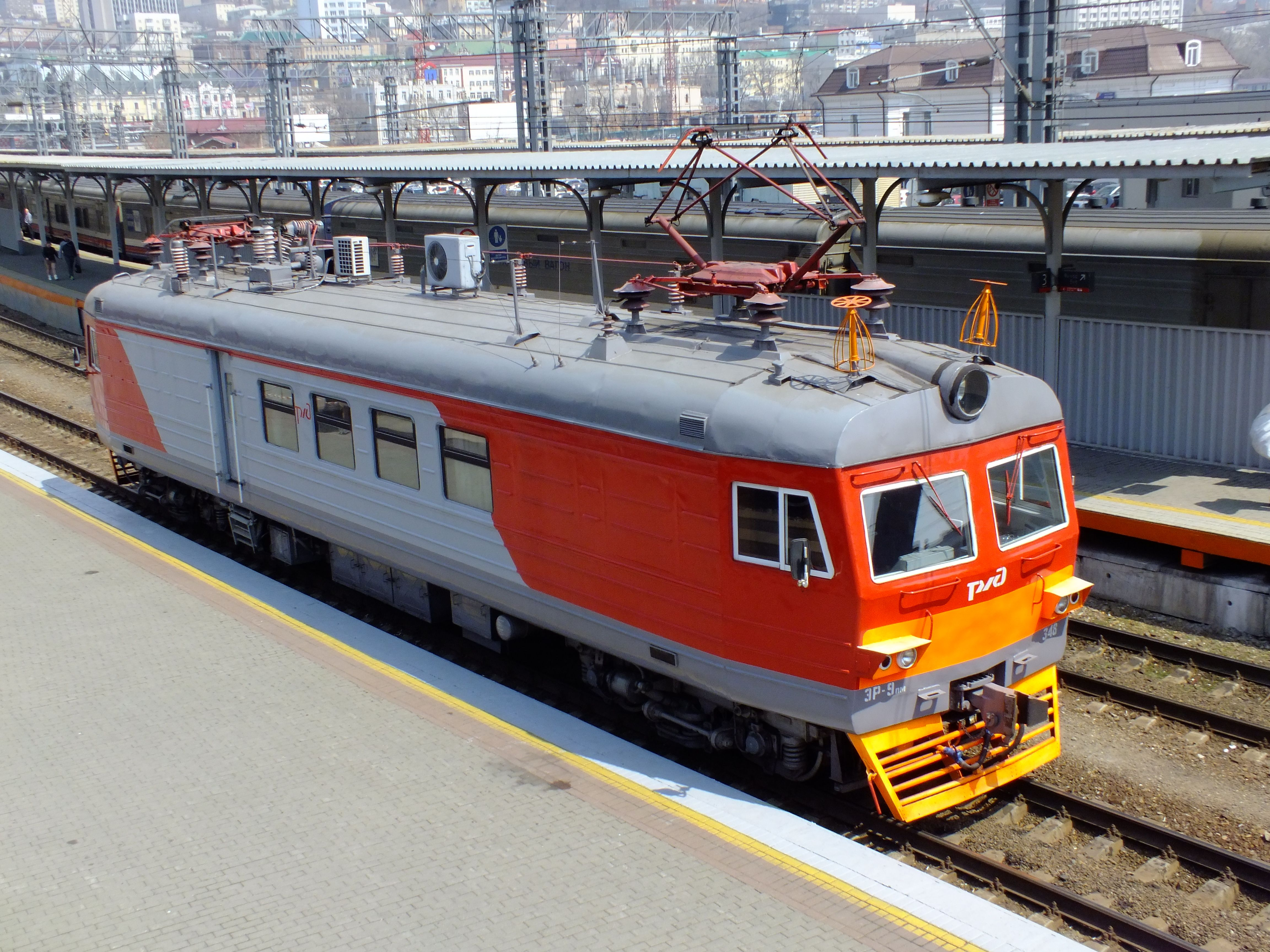
Электромотриса ЭР9ПМ-348 во Владивостоке (Россия)
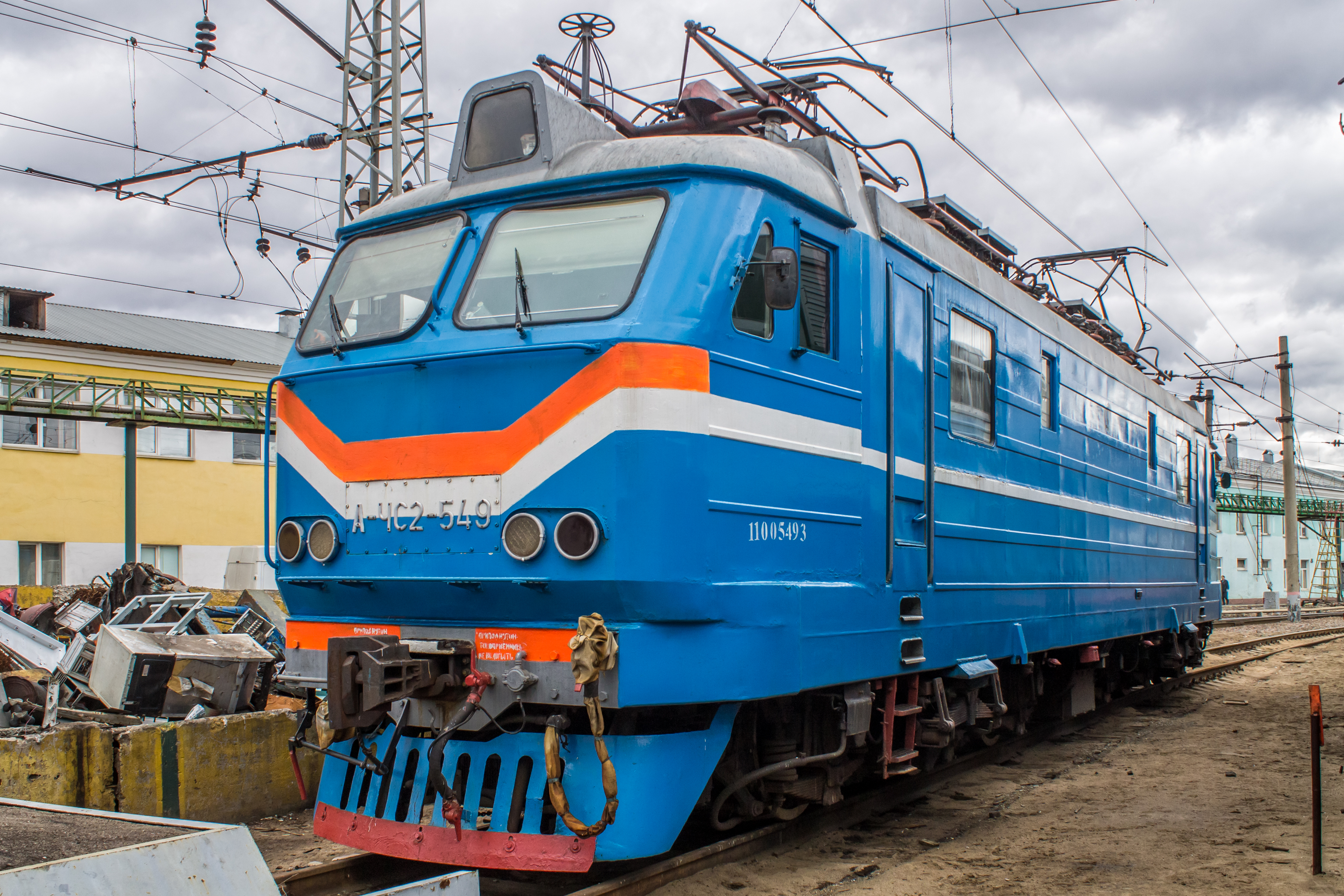
Электромотриса А-ЧС2-549 в Москве (Россия)

### Швейцария

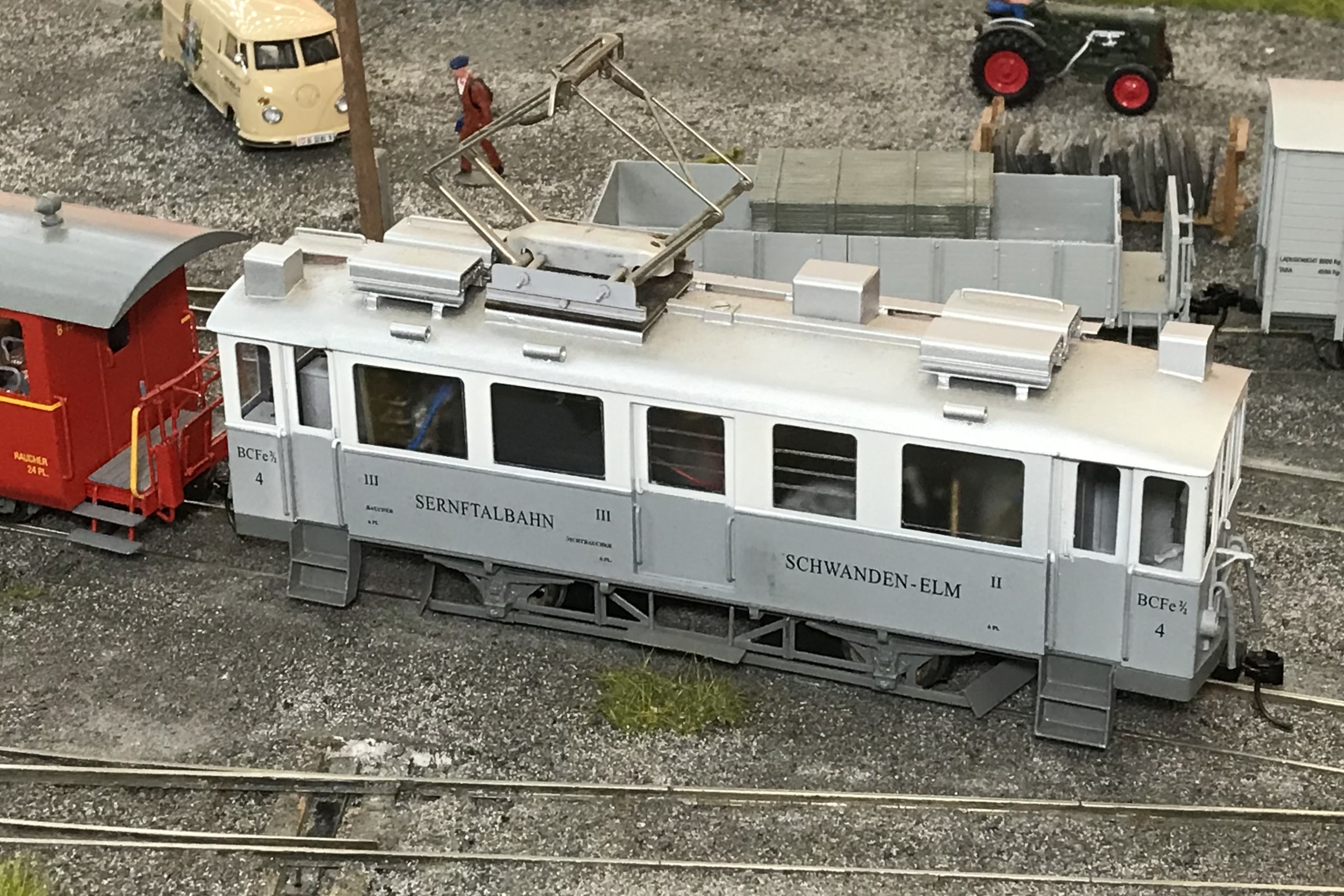
Макет поезда с электромотрисой BCFe 2/2 4 оператора Sernftalbahn (SeTB)
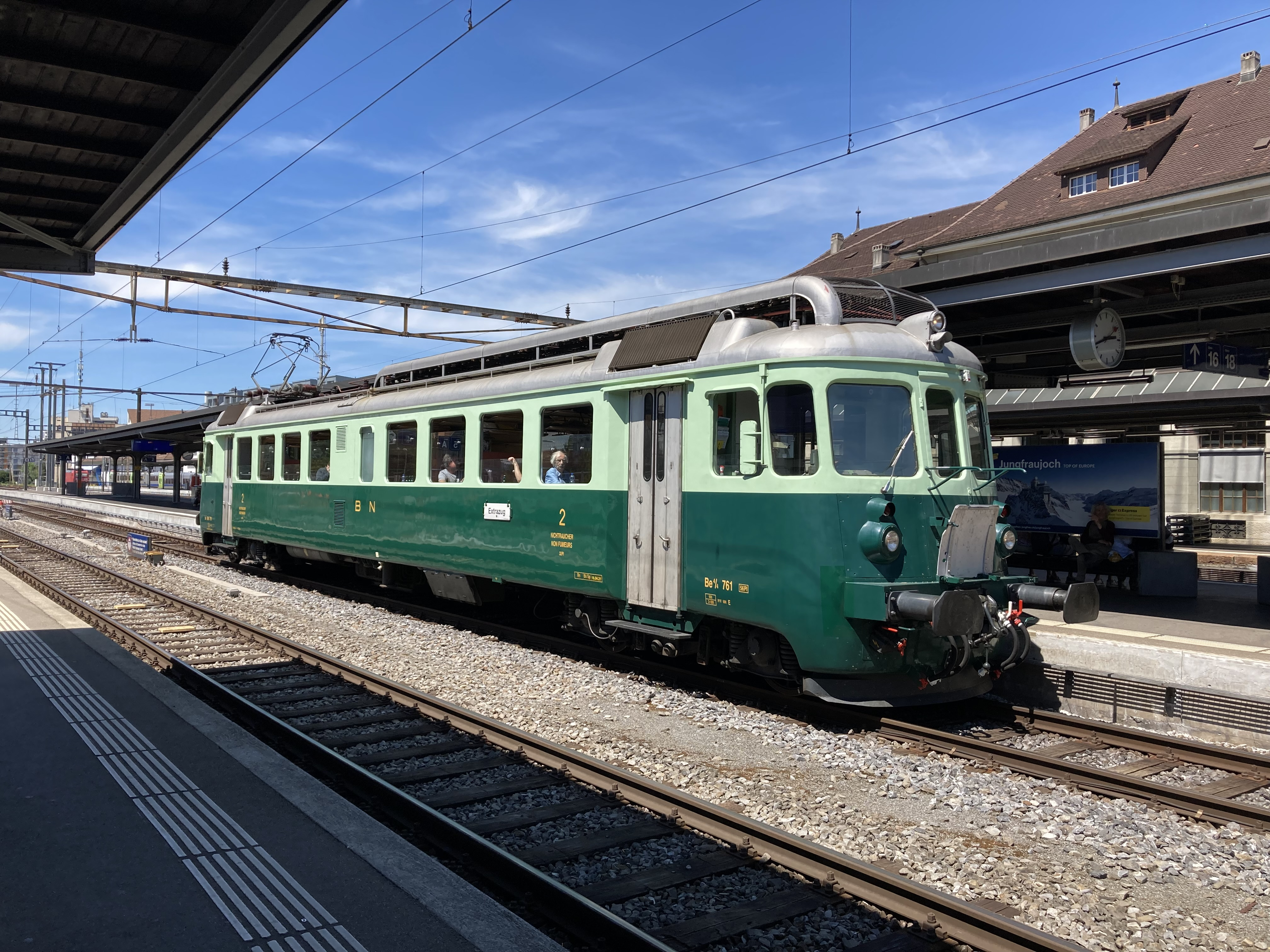
Электромотриса Be 4/4 761 оператора BLS
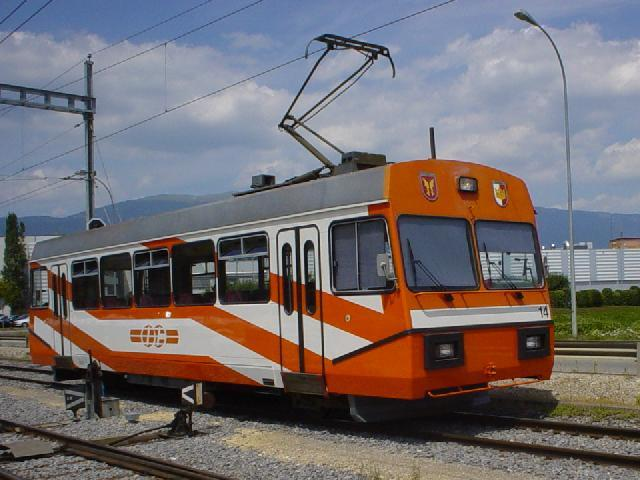
Электромотриса Be 2/2 14 (Be 557 614) оператора Chemin de fer Orbe–Chavornay (OC)

### Австрия

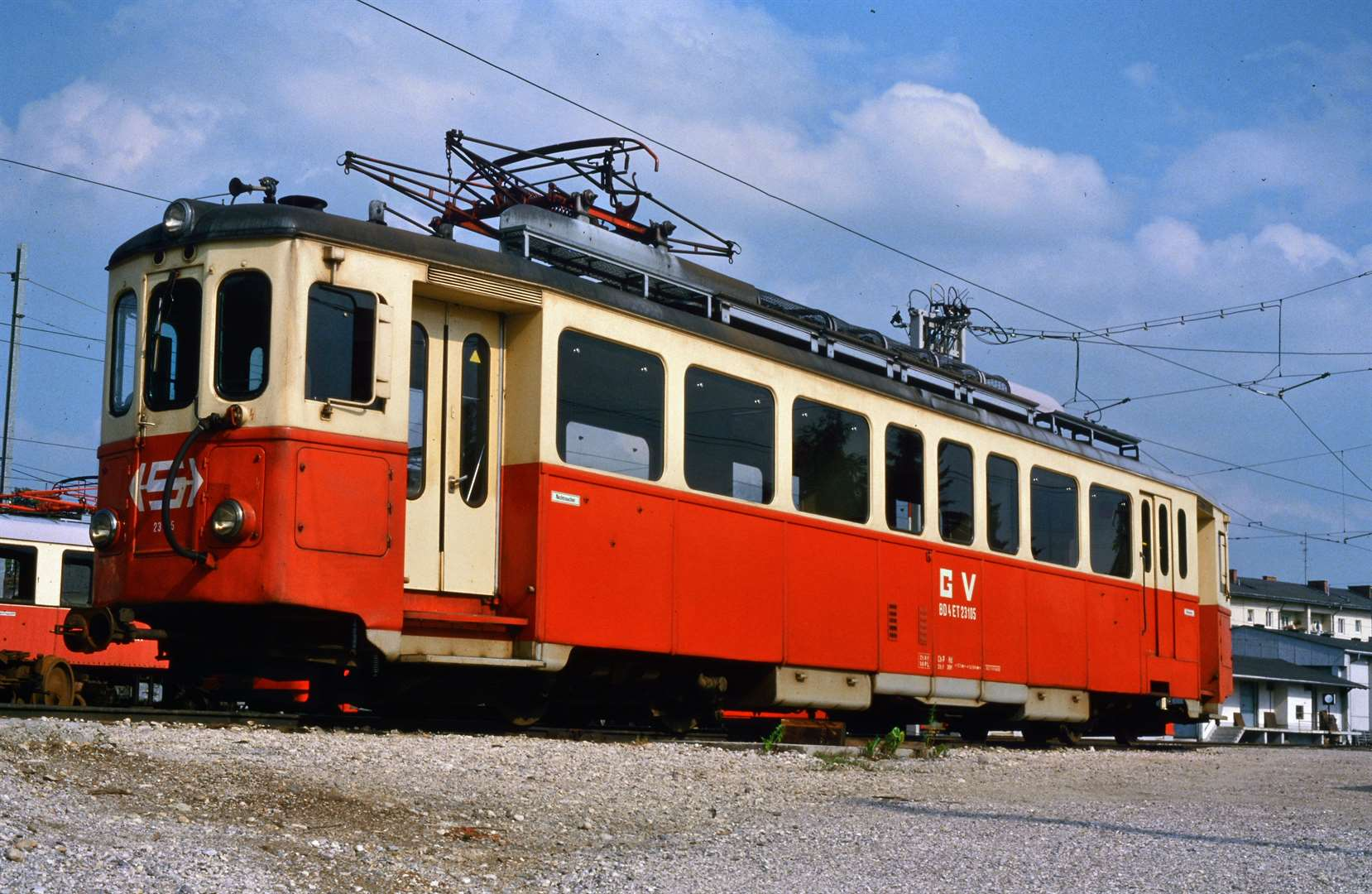
Электромотриса ET 23.105 оператора Stern und Hafferl Verkehr
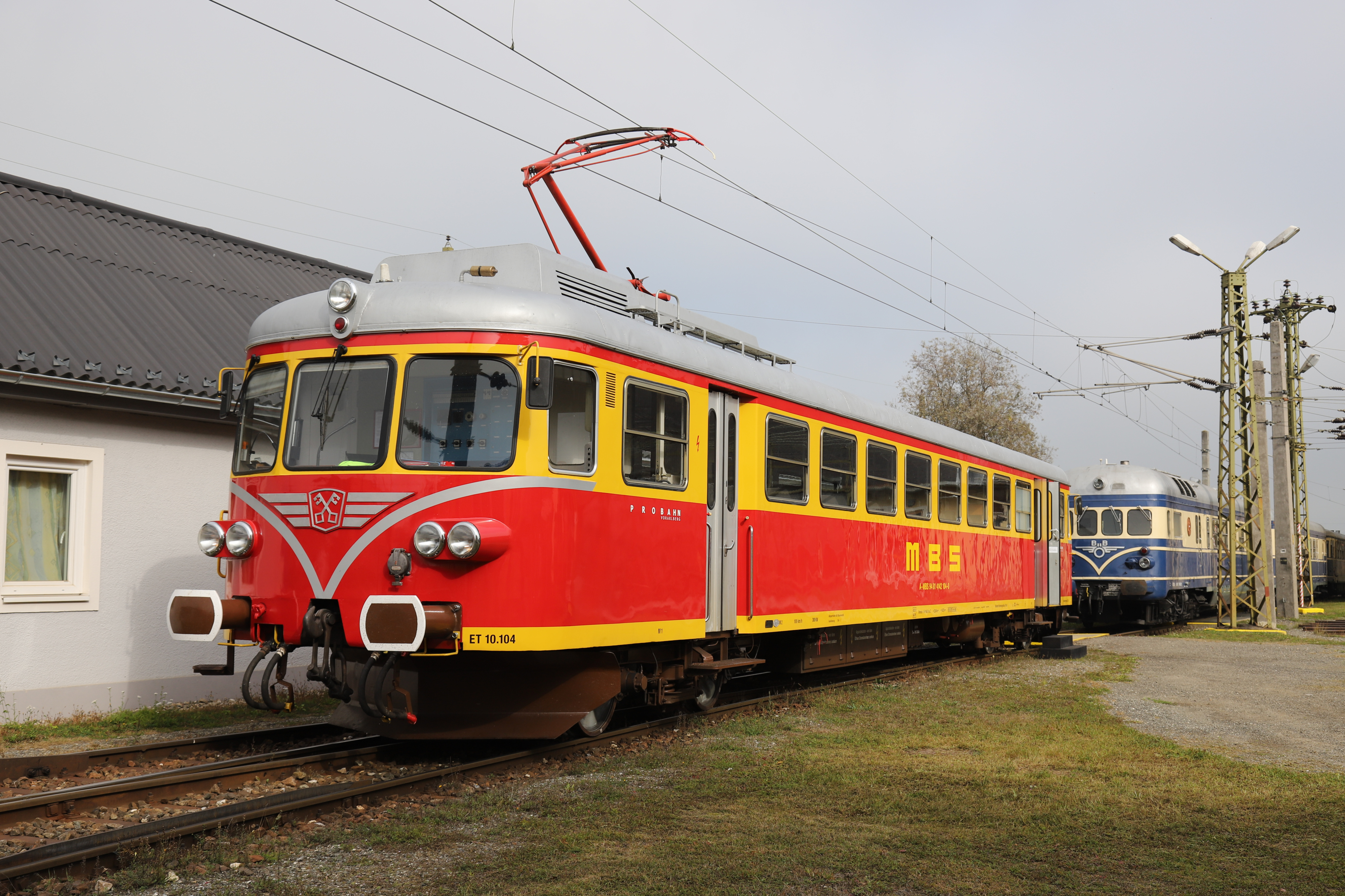
Электромотриса ET 10.104 оператора MBS
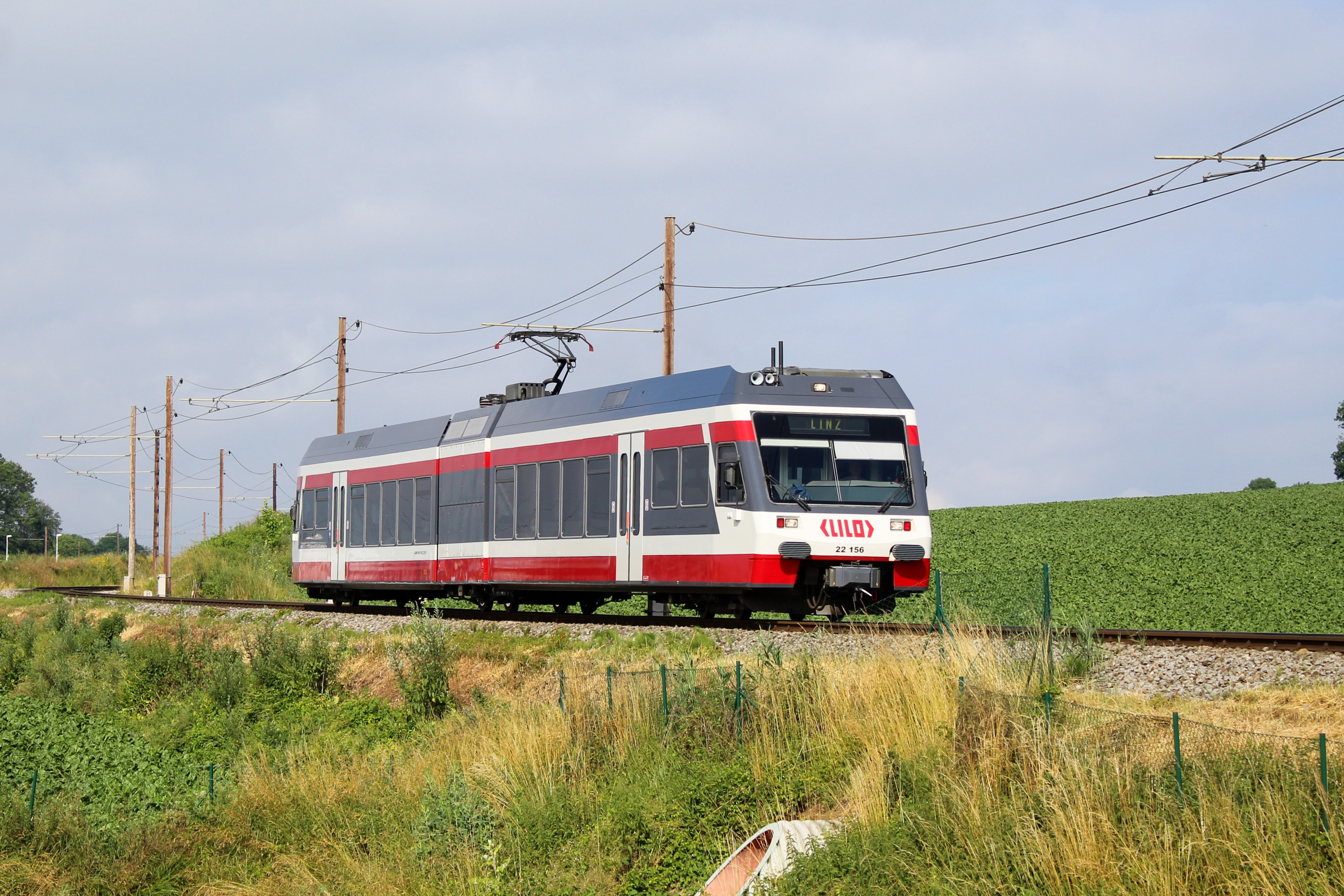
Сочленённая трехсекционная электромотриса ET 22.158 со средним тяговым модулем (Stadler GTW Be 2/6) оператора LILO, может также классифицироваться как электропоезд
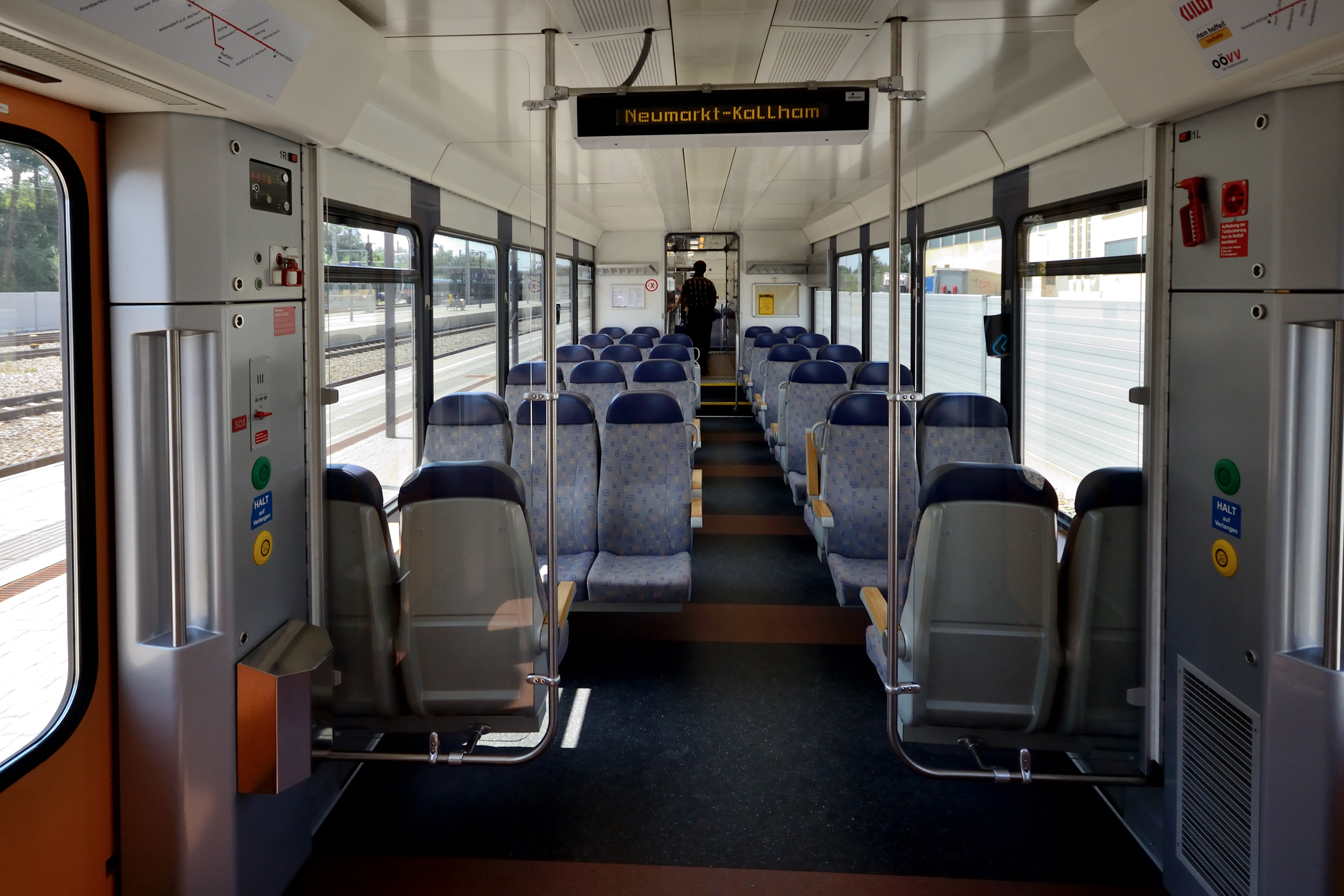
Салон электромотрисы ET 22 (Stadler GTW Be 2/6) оператора LILO

### Армения
На Армянской железной дороге эксплуатируется служебная электромотриса ТМ-001, модернизированная из вагона электропоезда ЭР2. Электромотриса оснащена выступающим над крышей возвышением со смотровыми окнами для осмотра контактной сети. 
В Ереванском метрополитене на челночном ответвлении Шенгавит — Чарбах со 2 января 2018 года эксплуатируются две двухкабинные электромотрисы 81-717М, модернизированные в местном электродепо Шенгавит из головных электровагонов метро 81-717. В связи с низким пассажиропотоком на данном ответвлении в ходе модернизации метропоездов было решено специально для работы на нём сделать одиночные двухкабинные пассажирские вагоны и использовать их вместо обычных двухвагонных составов, что является всемирно беспрецедентным случаем среди пассажирских метровагонов (без учёта вагонов служебного назначения и метротрамваев).

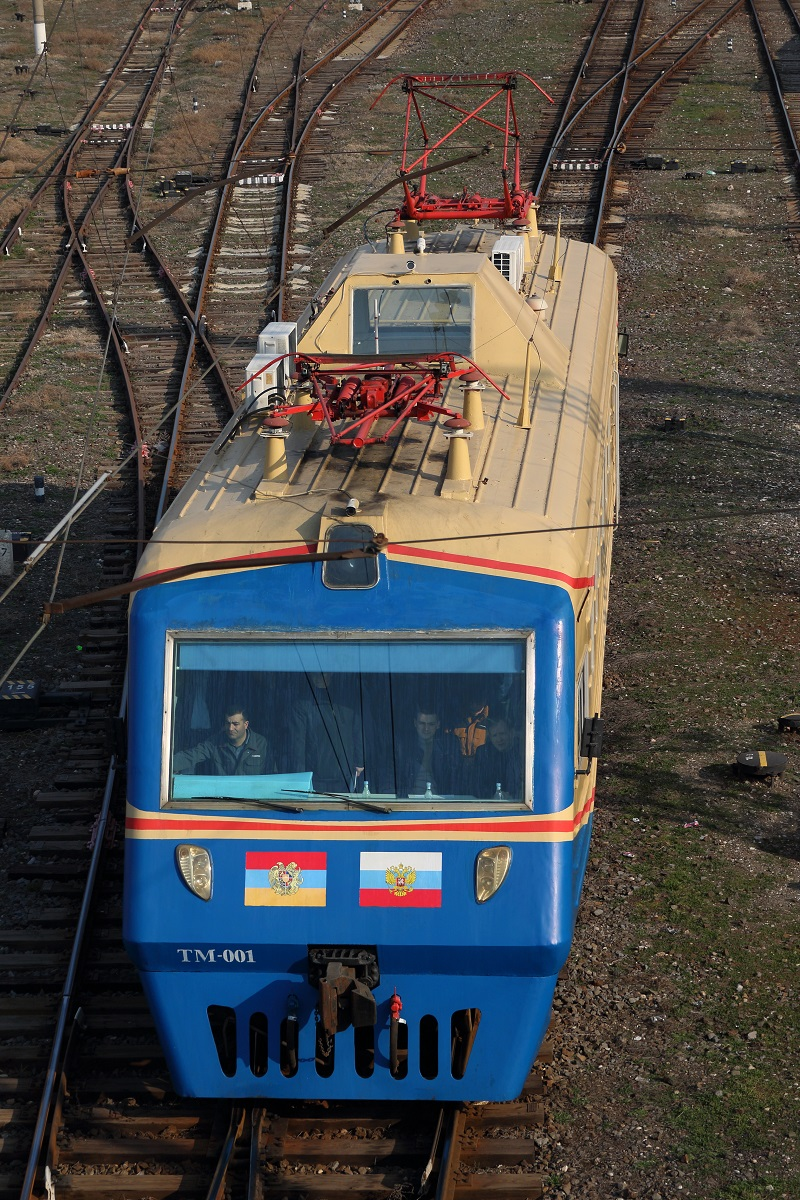
Электромотриса ТМ-001 с окнами для осмотра контактной сети, переоборудованная из вагона ЭР2К
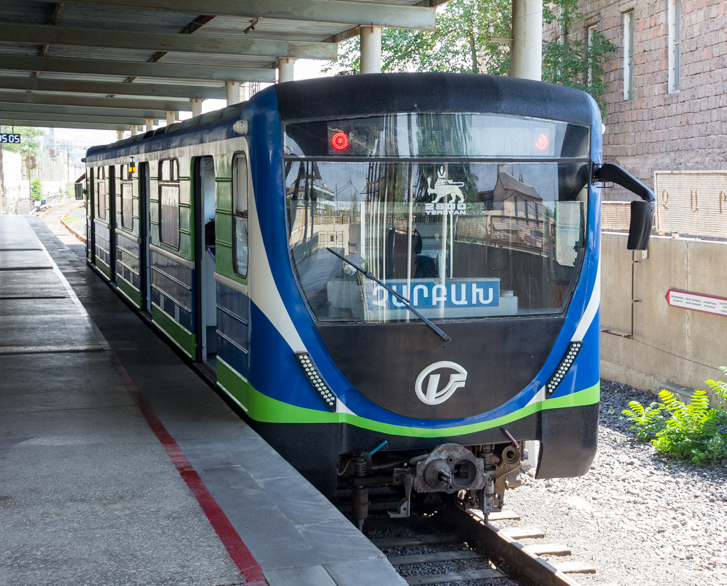
Двухкабинная пассажирская электромотриса метрополитена 81-717М на станции «Чарбах»